# Fondation pour le Logement des défavorisés
Pour les articles homonymes, voir FAP.
Pour des articles plus généraux, voir Mouvement Emmaüs, Emmaüs International et Emmaüs France.
 (février 2021).
La fondation pour le Logement des défavorisés, anciennement fondation Abbé-Pierre pour le logement des défavorisés (FAP), est une organisation créée en 1987 et reconnue d'utilité publique le 11 février 1992, qui a pour mission de permettre à toute personne démunie d'accéder à un logement décent et à une vie digne, quels que soient le montant de ses ressources et sa situation sociale.
L’abbé Pierre, son fondateur, en a été le président d’honneur jusqu'à sa mort le 22 janvier 2007.
La fondation pour le Logement des défavorisés finance et accompagne des associations qui luttent contre le mal-logement et l'exclusion. Elle soutient près de neuf cents projets par an, en France et à l'étranger, intervenant principalement dans la construction de logements très sociaux, la lutte contre l'habitat indigne, l'aide et l'accueil des personnes sans abri, le conseil et l'accompagnement juridiques des personnes mal logées, la sensibilisation de l'opinion et l'interpellation des pouvoirs publics.
Elle est présente sur l'ensemble du territoire français au travers de neuf agences régionales, vingt-huit boutiques solidarité (accueils de jour) et quarante et une pension de famille (lieux de vie).
En 2024, après les accusations d'agressions sexuelles et de viols à l'encontre de l'abbé Pierre, la fondation a annoncé qu'elle allait changer de nom.

## Origine et création

### Origine d'un combat
Marie-Joseph Henri Grouès,, né le 5 août 1912 à Lyon, est le cinquième d'une famille catholique de huit enfants, issu d’un milieu assez aisé. Très tôt, il souhaite mener une vie monastique au service des démunis. Il a pour modèle son père, qui sert les repas aux mendiants et leur coupe les cheveux.
Entre 1947 et 1949, l’abbé Pierre habite dans une maison délabrée qu’il rénove à Neuilly-Plaisance. Il y accueille les personnes défavorisées et favorise la réconciliation entre Français et Allemands.

### Fondation d'Emmaüs
Le 1er septembre 1949, un homme, qui vient de tenter de se suicider, se présente chez l’abbé Pierre. Georges Legay est désespéré : il cherche une aide financière que l’abbé Pierre ne peut lui offrir. Celui-ci lui répond alors de venir l'« aider à aider » les autres. 
Georges Legay devient le premier compagnon d’Emmaüs. Ensemble, ils organisent le Mouvement. L’abbé Pierre finance tout à l’aide de son indemnité parlementaire. Mais à l’issue de son mandat, l’argent vient à manquer et il connaît une période difficile. Pour subsister, il mendie sur les grands boulevards. Pour l’aider, ses compagnons deviennent chiffonniers et récupèrent des objets, des vêtements et des meubles usagés qu’ils réparent et revendent. Les fonds récoltés servent à construire des abris provisoires pour les personnes sans domicile.
Le mouvement Emmaüs se développe partout en France avec la création des premières communautés autour du concept « d’aider à aider ».
En 2021, l’association Emmaüs rassemble en France 288 structures qui interviennent dans les domaines de l’action sociale, l’insertion, etc.. Le combat contre le mal-logement est confié à la fondation dès sa création en 1992[source insuffisante].

### Appel dit «L'insurrection de bonté»
Après la Seconde Guerre mondiale, beaucoup de maisons sont détruites. Des personnes vivent dans des cabanes ou des voitures abandonnées, faute de toit.
Début 1954, la France connaît une série de drames liés à la rigueur de l’hiver (il fait jusqu’à −20 °C à Paris). Dans la nuit du 30 janvier, une femme est retrouvée morte dans la rue, tenant dans la main son avis d’expulsion. Cette tragédie pousse l’abbé Pierre à attirer l'attention des politiques.
Si les parlementaires refusent d’abord de l’entendre, les médias relaient son appel. RTF (Radiodiffusion Télévision Française) lui offre une tribune. Le 1er février, l’abbé Pierre rédige avec le journaliste de La Croix, Georges Verpraet, un texte qu’ils lisent à l’antenne de Radio-Luxembourg,. Il commence son discours ainsi : « Mes amis, au secours... Une femme vient de mourir gelée, cette nuit à trois heures, sur le trottoir du boulevard Sébastopol, serrant sur elle le papier par lequel, avant-hier, on l'avait expulsée. Chaque nuit, ils sont plus de deux mille recroquevillés sous le gel, sans toit, sans pain. » Il incite tous les Français à donner des couvertures, de la nourriture et du temps afin de sauver la vie de dizaine de milliers de personnes. L’appel médiatique est entendu et suscite un vaste élan de générosité, surnommé « l’insurrection de bonté ». Il marque le début d’une lutte contre la misère sans précédent en France, et constitue l’un des plus grands élans de générosité de son histoire. Couvertures, vêtements, chèques… Les dons arrivent en masse[source insuffisante]. L’acteur Charlie Chaplin lui remet même 2 millions de francs pour la cause[source insuffisante].
Après cet événement, l’abbé Pierre parcourt le monde et s’engage dans une lutte mondiale contre la misère. Il rencontre notamment Jawaharlal Nehru, Albert Einstein et Dwight D. Eisenhower.
C’est lui qui accompagnera Michel Colucci, dit Coluche, vers sa dernière demeure.
En 2007, la loi « abbé Pierre », sur le droit opposable au logement, est votée.

### Création
Tout commence à Pont-Saint-Esprit (Gard), en octobre 1987, lors des premières Rencontres humanitaires internationales organisées dans le cadre de l’année mondiale des personnes sans abris à l’initiative de l’Organisation des Nations unies. Placées sous le haut patronage de l’abbé Pierre, ces journées réunissent des parlementaires, des élus locaux, des responsables d’associations et des représentants de l’État, tous concernés par le problème du logement des personnes en difficulté.
À la suite de ces journées, l’Association pour la création de la fondation Abbé-Pierre (Afap) est officiellement créée par l’abbé Pierre, avec l'aide d'André Chaudières, Raymond Étienne et Corrado Simioni, tous quatre fondateurs. Ses statuts sont déposés en janvier 1988. À l’initiative du projet, André Chaudières, directeur du groupe Logement pour tous et ancien président de la SA HLM Emmaüs, déclare alors : « Le financement de cette fondation sera assuré par des dons et lorsqu’elle sera reconnue d’utilité publique, par des legs. »
Trois ans après, le décret du 11 février 1992, publié au Journal officiel du 15 février, reconnaît la fondation Abbé-Pierre comme établissement d’utilité publique et consacre la naissance juridique de la fondation Abbé-Pierre pour le logement des personnes défavorisées.

## Combats

### Mal-logement
Néologisme francophone, le terme de « mal-logement », désormais courant dans le débat public, a été inventé par la fondation Abbé-Pierre lors de la parution de son premier rapport, en 1995. Pour la Fondation, cela définit la situation de personnes privées de domicile personnel (sans-domicile, vivant dans un habitat de fortune, ou hébergées de manière contrainte chez des tiers) et de celles vivant dans des conditions de logement très difficiles (logement insalubre, humide, surpeuplé, sans eau, sans chauffage, sans sanitaires…).
Chaque année, la Fondation pour le logement des défavorisés publie son rapport annuel sur « l’état du mal-logement en France ». L’occasion de faire un recensement, de dresser un état des lieux et d’attirer l’attention du public et des politiques sur des situations dramatiques, comme en 2014, où la Fondation dénombre plus de 600 000 enfants souffrant de mal-logement en France.
En 2019, elle appelle à l’ouverture de places en centre d’hébergement alors que 700 enfants dorment dans la rue à Paris et 20 000 mineurs vivent à l'hôtel en Île-de-France avec leur famille.
En 2022, selon la Fondation, 4,1 millions de personnes sont mal ou non logées en France. Parmi elles, l’Hexagone compte au moins 330 000 personnes sans domicile fixe. Ce chiffre a doublé en dix ans. Plus de 22 000 personnes vivent dans des squats ou des bidonvilles, dont près de 6 000 mineurs. Il y a 1,2 million de locataires présentant une situation d’impayés.
Au total, toujours selon la Fondation, 12,1 millions de personnes sont fragilisées par leur logement (impayés, surpeuplement, précarité énergétique, copropriété en difficulté, loyers excessifs). Le mal-logement toucherait ainsi 8 % de la population.
En 2024 s’ouvre le procès de la rue d’Aubagne, dont la Fondation s’est constituée partie civile.
Selon le rapport sur l’état du mal-logement en France, fin 2024, la France compte 4,1 millions de personnes mal logées, ce qui représente un chiffre stable sur un an. 1,1 million de personnes n’ont pas de logement personnel. La majorité est hébergée en centre d’urgence ou à l’hôtel. Plus d’un million de personnes vivent dans des logements exigus. Près de 2,9 millions de personnes vivent dans des conditions de logement « très difficiles ». 100 000 personnes vivent dans des habitats de fortune, des cabanes, des campings, etc. 208 000 gens du voyage ne disposent pas d’aire aménagée et vivent dans des conditions difficiles. 1,9 million d’individus habitent des logements considérés comme « inconfortables » (absence d’eau courante, de douche, de WC intérieurs ou de coin cuisine, moyen de chauffage défaillant, façade très dégradée).
La Fondation s’inquiète aussi face à la stagnation de production de logements sociaux et l’augmentation des expulsions locatives.
Le 4 février 2025, la fondation pour le Logement des défavorisés publie son trentième rapport sur l’état du mal-logement. Le rapport alerte sur les discriminations, en particulier celles subies par les personnes en situation de handicap, qui ont moins de chances d'obtenir un logement social alors qu’elles sont censées être prioritaires. Les discriminations concernent les personnes atteintes de handicaps moteurs vis-à-vis de l’adaptation des logements mais aussi envers les personnes malentendantes, non-voyantes ou atteintes de troubles psychiques ou intellectuels. Les personnes âgées, ayant des difficultés à accomplir les gestes du quotidien sont également concernées. L’offre de logements adaptés est « incomplète, pour ne pas dire marginale », s’inquiète la Fondation.
Selon le rapport, 735 personnes sont mortes dans la rue, un record en douze ans. La France compte 350 000 de personnes sans domicile, ce qui correspond à une hausse de 6 % sur un an et de 145 % depuis 2012. 
Quatre millions deux cent mille personnes souffrent de mal-logement (privées de logement ou vivant dans des conditions difficiles). De cinq mille à huit mille personnes, dont mille à trois mille enfants, sont chaque soir refusées par le 115, faute de place en hébergement d’urgence. « La France s’enfonce dans la crise du logement », alerte la Fondation pour le logement des défavorisés. « Tous les signaux sont au rouge », « l'urgence s'aggrave ».
Par ailleurs, le parc locatif connaît toujours plus de demandeurs (deux millions sept cent mille ménages en attente) et des attributions toujours plus rares (moins de quatre cent mille foyers en 2023). « Il n'y a pas de solution au mal-logement quand les bailleurs sociaux sont empêchés de construire, de réhabiliter ou même d'entretenir de nouveaux logements, en raison du prélèvement sur leurs ressources de 1,3 milliard d'euros par an instauré en 2017 », précise-t-elle. Quant au parc social, moins de moins d’un demandeur sur cinq reçoit une réponse favorable dans l’année.
Le rapport épingle aussi l’instabilité politique. « On a eu sept mois sans ministre du Logement et huit ministres successifs depuis l’élection du président Emmanuel Macron », explique Christophe Robert, délégué général de la Fondation. Dans le même temps, le trentième rapport sur l’état du mal-logement établit plusieurs recommandations.

### Logement social
L’association s’engage pour la construction de logements sociaux et lance des programmes de construction de logements dits « très sociaux », à faible loyer, confortables, et performants énergétiquement, destinés aux ménages touchant des revenus inférieurs au Smic. De 2005 à 2020, elle participe à la production de près de 9 000 logements accessibles aux personnes en difficulté.
Elle soutient la construction de logements à travers différents programmes. De 2005 à 2008, elle s’engage dans la production de mille cinq cents logements très sociaux. Puis, entre 2008 et 2011, elle lance « deux mille toits pour deux mille familles ». Depuis 2012, elle s’appuie sur son programme « Toits d’Abord » portant sur la construction et la rénovation de 500 à 700 logements par an.
Toits d’abord est reconnu programme de lutte contre la précarité énergétique au titre de la Loi Grenelle 2, le rendant éligible au dispositif des certificats d’économies d’énergie. De 2014 à 2024, les 52 millions d’euros sont investis dans ce programme permettant de loger environ 13 000 personnes à très bas revenus. Il est renouvelé jusqu’au 31 décembre 2026 sous le nom « Toits d’Abord 2 ».
La Fondation alerte régulièrement sur les communes concernées par la loi SRU fixant des quotas de logements sociaux. Selon elle, près des deux tiers (64 %) des communes ne respectent pas leurs objectifs de production sur la période 2020-2022.
Elle dénonce aussi la baisse du nombre de logements sociaux autorisés chaque année et alerte sur la baisse de leur construction (95 000 habitations à loyer modéré agréées en 2021 contre 125 000 en 2017). La Fondation lance d’ailleurs un appel à l'État pour qu'il investisse davantage dans la politique du logement et demande la construction de 150 000 logements sociaux chaque année en France.
En 2022, 2,2 millions de ménages sont en attente d'un logement social.

### Précarité énergétique
Si la fondation pour le Logement des défavorisés milite depuis des années contre la précarité énergétique. En 2021, elle lance la première journée nationale contre la précarité énergétique et demande au gouvernement d'assurer un service minimum d'électricité, y compris en cas de coupure. Elle signe aussi la « Charte du signalant » pour mettre en place le dispositif Slime visant à détecter les familles les plus touchées par la précarité énergétique.
Dans son vingt-huitième rapport sur « l’état du mal-logement en France », la Fondation souhaite que les politiques s’emparent du sujet de la précarité énergétique et l’habitat dégradé.
Selon le 30e rapport sur le mal-logement, 30 % des ménages ont souffert du froid dans leur logement en 2024, contre 14 % en 2020. 75 % des ménages ont restreint leur chauffage pour maîtriser leurs factures. 
Si le rapport alerte sur la précarité énergétique en hiver, il met aussi en avant les logements qui se transforment en « bouilloires thermiques » sous l’effet des fortes chaleurs. 

### Expulsions
La fondation pour le Logement des défavorisés interpelle régulièrement les pouvoirs publics au sujet des expulsions locatives afin qu’une véritable politique publique de prévention des expulsions soit mise en place : renforcement des aides, indemnisation des bailleurs...
En 2009, elle met en place « Allô Prévention Expulsion », une plate-forme d’écoute pour les ménages menacés d’expulsion locative. Elle informe sur les étapes à venir, les procédures, les personnes impliquées. Elle conseille sur les démarches administratives, juridiques et sociales à engager, concernant tant la procédure d’expulsion que la recherche de logement, et oriente vers les travailleurs sociaux, des avocats, et d’autres professionnels ou associations. En quinze ans, une centaine de bénévoles et des dizaines de juristes associatifs ont accompagné plus de vingt mille ménages, les trois quarts d’entre eux appelant pour un impayé. Dans 77 % des cas, les menaces d'expulsion sont dues à des impayés de loyer. Le 5 juin 2024, la plate-forme de prévention des expulsions locatives change de numéro et passe en numéro vert gratuit. 
En mars 2025, la Chambre nationale des commissaires de justice publie les chiffres des expulsions de locataires de 2024, à dix jours de la fin de la trêve hivernale,. Ainsi, en 2024, les expulsions de locataires augmentent de 87 % sur un an,. En effet, 24 039 procès-verbaux d’expulsion sont délivrés en 2024, contre 12 825 en 2023,. Cette augmentation s’explique par une purge des dossiers bloqués par le Covid, la baisse du pouvoir d’achat et la crise du logement,. De plus, 1,2 million de ménages ont subi des coupures d'électricité ou des baisses de capacité énergétique en raison d'impayés et du coût de l’électricité. De nouveaux publics sont fragilisés, parmi lesquels les artisans et les commerçants. Selon Manuel Domergue, directeur des études au sein de la Fondation pour le Logement des Défavorisés, ces chiffres montrent « une tendance très inquiétante et de long terme »,. Christophe Robert quant à lui dénonce une situation « extrêmement tendue », qui se dégrade « de manière vertigineuse ». Pour faire face à cette situation, il réclame des politiques de prévention plus puissantes, des mesures d'aide et une augmentation du fonds d'indemnisation des propriétaires pour éviter la grande précarité.

### Solidarité internationale
La Fondation conduit des actions de solidarité internationale dans vingt-deux pays pour permettre à des familles démunies de trouver ou de se construire un toit, le plus souvent après des catastrophes naturelles. Dès que cela est possible, elle participe à l’éducation des enfants et à la formation des populations locales afin de développer la construction de logements dignes et une économie de proximité assurant des conditions de vie pérennes.
Ainsi, en janvier 2005, au lendemain du tsunami en Asie du Sud-Est, la Fondation se mobilise pour venir en aide à trois mille familles parmi les plus touchées du sud de l’Inde, en liaison avec les communautés Emmaüs installées dans la région : construction d’abris provisoires et fourniture d’objets de première nécessité (nattes, ustensiles de cuisine, filets de pêche, vêtements, outils...).

## Actions

### Agir
L'action de la fondation pour le Logement des défavorisés s'articule autour de plusieurs grandes missions liées au logement :
- accueillir les personnes en grande précarité via son réseau de boutiques solidarité et de pensions de famille[56][source insuffisante] ;
- construire des logements sociaux. Depuis 2005, la fondation apporte un important soutien financier à la création de logements très sociaux, des logements financés par le prêt locatif aidé d’intégration (PLAI) via plusieurs programmes successifs : 1 500 logements très sociaux, 2 000 toits pour 2000 familles et Toits d’abord[57][source insuffisante] lancé en 2012 ;
- réhabiliter les logements indignes (très dégradés, insalubres, présentant un danger pour la santé ou la sécurité des habitants). En 2017, la fondation estime que 600 000 ménages vivent dans des taudis en France[58] ;
- conseiller, accompagner et informer sur leurs droits les personnes en situation de mal-logement ou menacées d’expulsion. C’est le rôle de l’Espace Solidarité Habitat, structure ouverte par la Fondation en 2000 en Île-de-France, et d’une plate-forme téléphonique : Allô Prévention Expulsion.

Depuis 2023, l’association est une « fondation abritante ». La première fondation abritée est « Solidarités nouvelles pour le logement ». La Fondation pour le logement des Défavorisés abrite également « Alynea – Samu Social 69 ».
En tant que fondation abritante, la fondation pour le Logement des défavorisés prend en charge les aspects administratifs, comptables et juridiques de la fondation sous égide. Ainsi, elle met à disposition son expertise et offre un espace de co-construction et d’échanges entre organisations associatives partageant des valeurs communes. De leur côté, les fondations abritées reçoivent des projets ainsi qu’un accompagnement juridique, administratif et fiscal.

### Interpeller
La fondation pour le Logement des défavorisés est souvent mobilisée pour mettre en œuvre des actions symboliques destinées à sensibiliser le grand public autour d’images fortes, comme, en décembre 2008, devant l’assemblée nationale ou, le 8 juillet 2010, en déposant une statue de glace représentant un SDF devant la pyramide du Louvre, laissant la statue fondre sous l’effet de la chaleur[réf. nécessaire].
Lors de la présentation de son vingt-deuxième rapport annuel sur l'état du mal-logement en France le 31 janvier 2017, la Fondation « juge durement le quinquennat de François Hollande, estimant qu’il n’a pas rempli ses objectifs » pour lutter contre ce fléau. Elle reçoit à nouveau les principaux candidats à l’élection présidentielle, dont Emmanuel Macron, et réitère son interpellation face à une situation de plus en plus alarmante : quatre millions de personnes mal logées en France et douze millions de personnes souffrant par extension de la crise du logement (surpeuplement, précarité énergétique, copropriétés en difficulté…).
En 2017, des bénévoles de la Fondation placardent des affiches dans plusieurs villes de France pour dénoncer les mobiliers anti-SDF. Le 4 avril 2017, la Fondation interpelle les candidats à l’élection présidentielle en leur soumettant un plan intitulé Sans-domicile : objectif zéro !. Ce document propose un ensemble de solutions pour loger durablement d'ici à cinq à dix ans les 143 000 personnes actuellement sans domicile en France. Un chiffre qui a augmenté de 50 % en dix ans (de 2001 à 2012).
Entre les deux tours de l'élection présidentielle de 2017 qui oppose Marine Le Pen et Emmanuel Macron, la Fondation appelle implicitement dans une tribune avec soixante autres associations à faire barrage à la candidate du Front national,.
En 2019, 2020 et 2024, la Fondation organise les cérémonies « Les Pics d'Or » récompensant, de façon satirique, le mobilier urbain anti-SDF,. Les catégories sont : « Fallait oser » (dispositif le plus décomplexé) ; « Faites ce que je dis, pas ce que je fais » (dispositif le plus contradictoire) ; « Ni vu ni connu » (installation déguisée) ; Pic de l’arrêté anti-mendicité « Bouge de là » ; « Le Clou » (dispositif le plus agressif) et, pour l'étranger, le prix « C’est pas mieux ailleurs ».
La Fondation dépose un paillasson aussi devant le ministère du Logement en guise de symbole des familles mises à la rue. La Fondation souhaite alors alerter sur l'absence de politique de prévention et attirer l’attention des politiques sur les trente mille personnes menacées de perdre leur toit. Elle réclame également un plan de cent millions d’euros pour aider les locataires en difficulté.
Par ailleurs, Christophe Robert, délégué général de la Fondation, évoque « beaucoup de contradictions dans l'action du gouvernement ». La Fondation propose cinq axes aux futurs candidats à l’élection présidentielle : faire de l'habitat la priorité du prochain mandat, produire massivement des logements accessibles et rééquilibrer l'offre de logement social, résoudre la question de l'habitat indigne, résorber le cas de sans-abri et les bidonvilles, garantir l'accès et le maintien dans le logement.
En 2022, la Fondation regrette que « le logement n’ait pas été une priorité du quinquennat » malgré les promesses d’Emmanuel Macron en matière de lutte contre le mal-logement et la pauvreté (« Logement d’abord »). La Fondation déplore également les quinze milliards d'euros de coupes dans les APL.
L’année suivante, la Fondation propose l’augmentation des APL de 10 % pour faire face à l’inflation et à la hausse du prix des loyers. Christophe Robert salue le bouclier énergétique qui limite à 15 % la hausse des factures mais « pour celui qui est en précarité énergétique, un plafond à 15 %, ça ne passe pas ». Il souhaite la mise en place d’un chèque alimentaire, accompagné du triplement du montant du chèque énergie. Elle réclame de la prévention avant les expulsions et demande de suspendre les coupures d'électricité en cas d'impayés. Enfin, la Fondation réclame une revalorisation du minimum vieillesse.

## Organisation
La fondation pour le Logement des défavorisés est répartie sur l'ensemble du territoire français. Elle est constituée d'une délégation générale située à Paris et de neuf agences régionales (Île-de-France, Hauts-de-France, Bretagne, Auvergne-Rhône-Alpes, Provence-Alpes-Côte d’Azur, La Réunion-Océan Indien, Occitanie, Grand-Est, Nouvelle-Aquitaine).
En 2025, les équipes sont constituées de 150 salariés et de 200 bénévoles.

## Direction

### Conseil d'administration
La Fondation est dirigée par un président, un délégué général et une déléguée générale adjointe. Ses orientations sont arrêtées par un conseil d'administration constitué par douze membres bénévoles de la société civile. Des représentants des ministères chargés du logement et de l'Intérieur siègent également au conseil d'administration de la fondation.
En 2025, la direction de la Fondation est composée de :
- Présidente : Marie-Hélène Le Nedic
- Vice-président : Dominique Ayrault
- Délégué général : Christophe Robert ;
- Déléguée générale adjointe : Sonia Hurcet ;

La fondation pour le Logement des défavorisés fait également partie de la branche « Action sociale et logement » du mouvement Emmaüs.
Un comité de parrains est constitué en 2006. En 2025, le comité de parrains, amis et ambassadeurs comprend : Agnès b., Marie-Christine Barrault, Black M, Abdelatif Benazzi, Louis Besson, Patrick Bosso, Rachida Brakni, Cali, Éric Cantona, Jean-Marie Cantona, Jo di Bona, Jamel Debbouze, Jean-Pierre Duport, Sofiane Zermani dit Fianso, Blanche Gardin, Redouanne Harjane, Hom N’Guyen, JonOne, Benjamin Lavernhe, Marek Halter, Henri Lauret, Nolwenn Leroy, Aymeric Lompret, Guillaume Meurice, Pablo Mira, Fred Musa, Jordane Saget,  Jean Reno, Nicolas de Tavernost, Philippe Torreton, Mélissa Theuriau, etc.
Ces personnalités mettent leur engagement bénévole et leur nom au service de la cause du mal-logement permettant de faire connaître la cause auprès du public.

### Délégué général
Docteur en sociologie et spécialiste de l’habitat et de la lutte contre l’exclusion, Christophe Robert est délégué général de la fondation Abbé-Pierre depuis le 1er janvier 2015, après en avoir été délégué général adjoint de 2010 à 2015 et directeur des études et porte-parole de 2004 à 2010. En 2022, il est nommé par le ministre délégué à la Ville et au logement Olivier Klein pour coanimer le Conseil national de la refondation (CNR) sur le logement. 
Christophe Robert est chevalier de la Légion d’honneur et chevalier de l’Ordre national du mérite. 
En 2021, Christophe Robert devient porte-parole du Pacte du pouvoir-vivre, une alliance fondée par plusieurs organisations syndicales, environnementales et sociales à la suite de la crise provoquée par le mouvement des Gilets jaunes. Le Pacte du pouvoir de vivre formule différentes propositions afin de lutter contre l’urgence écologique, améliorer le quotidien des citoyens, renforcer la démocratie, et construire une société plus juste et solidaire.  
Christophe Robert est membre du conseil national des Politiques de lutte contre la pauvreté et l'exclusion sociale (depuis 2020), du haut comité pour le logement des personnes défavorisées (depuis 2017) et de la commission nationale Solidarité et renouvellement urbain (depuis 2008). 
Il est également auteur de plusieurs ouvrages comme Pour les sans-voix (éditions Arthaud, 2024), Sortir du mal-logement, c’est possible (Les éditions de l’Atelier, 2016), La crise du logement, bien la comprendre pour mieux la combattre (Cavalier Bleu, 2014), Eternels étrangers de l’intérieur (Desclée de Brouwer, 2007) et Logement et cohésion sociale. Le mal-logement au cœur des inégalités. (La Découverte, 2007).
De 1994 à 2004, il est responsable d’études et du développement au sein du bureau d’études FORS Recherche Sociale, spécialisé dans l’habitat, la politique de la ville, l’exclusion et le développement culturel.
Par ses responsabilités, il est souvent interviewé dans les médias,.

## Financement
La fondation pour le Logement des défavorisés est financée à plus de 95 % par la générosité des particuliers et des entreprises (dons, legs, mécénat d’entreprises)[réf. nécessaire].

## Abus sexuels de l'abbé Pierre et changement de nom
Le 17 juillet 2024, Emmaüs International publie un rapport de huit pages commandé au cabinet Egaé, qui présente les témoignages de sept femmes rapportant des « comportements pouvant s'apparenter à des agressions sexuelles ou des faits de harcèlement sexuel » de la part de l'abbé Pierre entre la fin des années 1970 et 2005, l'une d'entre elles étant mineure au moment des premiers faits. Les témoignages recueillis rapportent notamment des attouchements répétés sur la poitrine généralement commis lorsque l’abbé Pierre est seul avec ses victimes sur lesquelles il semble exercer une emprise psychologique,.
Le 6 septembre 2024, le cabinet Egaé publie un rapport faisant état de dix-sept nouveaux témoignages qui évoquent des propos à caractère sexuel, des baisers imposés, des agressions sexuelles sur une personne vulnérable et sur une mineure, ainsi que des fellations imposées, qui constituent des faits de viols. Les accusations concernent la période comprise entre les années 1950 et 2000 et émanent de différents pays, qui comprennent, outre la France, les États-Unis, le Maroc et la Suisse. Dans un communiqué publié avec Emmaüs France et Emmaüs International, la Fondation pour le logement des Défavorisés (ex Fondation Abbé-Pierre) annonce le changement de son nom et de son logo, la fermeture du lieu de mémoire d'Esteville dédié à son ancien président d'honneur et la mise en place d'une commission indépendante chargée d'enquêter sur les dysfonctionnements qui ont permis à l'abbé Pierre de commettre des abus pendant plus de 50 ans,.
Le délégué général de la Fondation déclare le 19 décembre 2024 que les dons ont baissé de 30 % depuis le mois de juillet, au début des révélations sur l'abbé Pierre, et appelle à la générosité du public.
Le 25 janvier 2025, le changement de nom est publié au Journal officiel : la « fondation Abbé-Pierre pour le logement des défavorisés » devient la « fondation pour le Logement des défavorisés ».
Après avoir changé son nom en mars 2025, la Fondation efface le visage de l’abbé Pierre de son site. Depuis juillet 2024, elle fait face à une baisse de 30 % des dons de particuliers, cette diminution des dons n’ayant eu, jusqu’alors, qu’un « impact limité ». Le directeur, Christophe Robert, affirme néanmoins assumer l’histoire de l’association.

## Agréments
La fondation reçoit en 2006 les félicitations de la Cour des comptes pour sa gestion des « ressources collectées ». En 2022, à l’issue de son contrôle, la Cour des comptes confirme que la fondation assure pleinement sa mission sociale de protection des personnes mal logées.

## Communication

### Campagnes de communication
En 2021, la Fondation dévoile sa campagne de sensibilisation intitulée : « Il y a une vie après la rue », déclinée en version print et en format vidéo,.
L’année suivante, l’association dévoile sa nouvelle campagne d’hiver : « Quitter la rue, c’est retrouver la vie,,. » Le film, réalisé par Arnaud Desplechin, raconte la descente aux enfers d'un jeune qui se retrouve à la rue à la suite d'une dispute familiale. La rencontre avec un bénévole de la Fondation l'aide à retrouver un travail, un logement et à reconstruire sa vie,.
Le 16 avril 2025, la Fondation lance une campagne de communication, "L'Attente", réalisée par Rosa Paris (avec les visuels de la photographe Bettina Pittaluga),. La campagne souligne combien l’urgence sociale est forte aujourd’hui, alors que 15 millions de personnes sont touchées par des difficultés de logement en France.  

### Colloques
La fondation pour le Logement des défavorisés organise également des colloques, comme en 2019, sur le thème « Inégalité territoriales et mal-logement ».
Le 24 novembre 2022, à l’occasion de la Journée nationale contre la précarité énergétique, la fondation organise un colloque dédié à cette problématique.

### Concerts
La Fondation organise régulièrement l’« Abbé Road », un concert caritatif. De nombreux artistes y participeront dont Fianso, Black M, Rim'K, Chilla, Vald…
En 2014, l’« Abbé Road » est accompagnée de la sortie du clip Le Chemin de pierre, interprété par Nolwenn Leroy, Renan Luce et Disiz La Peste. Un bus aménagé parcourt aussi les festivals afin de sensibiliser le grand public aux logements insalubres.
Depuis cette date, la fondation participe régulièrement à des festivals en été pour sensibiliser les jeunes, parmi les premières victimes du mal-logement, et le grand public à son combat[réf. nécessaire].

## Publications

### Rapport annuel
Chaque année depuis 1995, la fondation pour le Logement des défavorisés rend un rapport annuel sur « l’état du mal-logement en France » présenté le 1er février, jour de l'anniversaire de l'appel lancé par l’abbé Pierre pendant l'hiver 1954. Établi à partir d’observations, d’enquêtes et d’études sur le terrain, ce document témoigne auprès de l’opinion et des pouvoirs publics des difficultés rencontrées par des centaines de milliers de familles pour accéder à un logement digne ou s’y maintenir[source insuffisante]. Ce document alerte les pouvoirs publics sur différentes thématiques liées au mal-logement, au sans-abris, aux expulsions…
En 2014, dans son dix-neuvième rapport, la fondation tire la sonnette d’alarme sur les copropriétés en difficulté. L'association rappelle par ailleurs le poids du logement dans le pouvoir d'achat des Français. Cette charge est aujourd’hui le premier poste de dépenses, ce qui représente en moyenne plus du quart de leurs revenus.
En 2016, la Fondation met en lumière les liens entre le mal-logement et les problèmes de santé. La précarité énergétique, l’insalubrité, l’indignité des logements ou l’absence d’un domicile personnel ont des conséquences sur l’état de santé des personnes (maladies respiratoires, allergies, bronchites, dépression, stress…). Un logement insalubre peut aussi être à l'origine d'intoxications, d'allergies et de troubles respiratoires, à cause de l’humidité, des moisissures sur les murs. Les enfants sont les premiers touchés.
Cette année-là, le rapport alerte sur la situation des femmes enceintes et précaires dans le mal-logement. En France, 40 % des personnes sans domicile sont des femmes.
En 2018, la Fondation établit un palmarès des mauvais élèves dans son rapport « Loi SRU : des centaines de cancres malgré une bonne loi ». La Fondation pointe du doigt les communes les plus récalcitrantes (Neuilly-sur-Seine, Ormesson-sur-Marne, Saint-Maur-des-Fossés, Nesles-la-Vallée, Le Vésinet, agglomérations d’Aix-Marseille, Nice et Avignon), qui « défient ouvertement la loi depuis quinze ans ».
En 2019, la Fondation met en avant les sorties d’institutions (prisons, HP, ASE), aussi appelées « portes de la rue ». Environ 26 % des personnes sans domicile nées en France sont d’anciens enfants placés.
À la fin des années 2010, la Fondation souligne les difficultés d’accès au logement des personnes en situation irrégulière. Elle fait le lien entre précarité administrative et habitat indigne.
En 2021, la Fondation constate que la crise du logement se superpose à la crise sanitaire[source insuffisante], faisant bondir la précarité.
Dans son rapport de 2022, la Fondation pointe du doigt la baisse des APL, la baisse du budget des organismes HLM, la baisse du nombre de logements sociaux autorisés chaque année ainsi qu’une politique trop timide en matière d'encadrement des loyers. Elle regrette aussi que les aides publiques au logement, qui diminuent depuis dix ans, soient aussi basses (1,6 % du PIB en 2020).
Elle épingle également le bilan du quinquennat d'Emmanuel Macron, « pas à la hauteur » des enjeux, et regrette que le plan de relance n'ait pas concerné le logement. Elle salue néanmoins les efforts du gouvernement pour améliorer la rénovation énergétique des bâtiments.
En 2023, le nombre de Français en situation de précarité s’accroît. Alors que l’habitation reste le premier poste de dépense des ménages, il reste un sujet marginal de l’action publique. Environ 15 % de la population française est touchée par la pauvreté, soit environ dix millions de personnes. Ce chiffre pourrait atteindre les 21 % de Français concernés par la privation et la pauvreté, soit une personne sur cinq. La Fondation note également la progression du nombre de personnes sans domicile fixe qui atteint 330 000, soit une augmentation de 10 % depuis 2012. Le rapport note enfin les inégalités entre les femmes et les hommes en matière de mal-logement. Les femmes sont souvent les premières touchées.
Parallèlement au rapport annuel national, la fondation pour le Logement des défavorisés publie un éclairage par région,. Ainsi, dans l’île de La Réunion, le rapport encourage à renforcer le « logement d'abord », fixe l'objectif de « zéro personne à la rue » et présente ses recommandations. 
En Auvergne-Rhône-Alpes, en 2023, la situation du parc HLM est jugée préoccupante. Le rapport fait état de files d’attente ne cessant de s’allonger et de logements mal entretenus. Le rapport régional pointe du doigt la baisse de 29 % de la production de logements sociaux sur les sept dernières années et épingle les municipalités ne respectant pas la SRU.
La Fondation dénonce aussi les passoires thermiques. Ainsi, en Savoie, une HLM sur dix est une passoire thermique. L’association accuse d’ailleurs le département de ne financer aucun programme de logement social très abordable, ce qu’elle qualifie « d’inacceptable ».
La même année, d'après la Fondation, près de cinq départements sur six de la région Provence-Alpes-Côte d'Azur ont un taux de pauvreté supérieur à la moyenne nationale. Il est devenu quasiment impossible de se loger dans le parc privé pour les plus modestes. Entre 2018 et 2022, la région compte plus de 200 000 demandeurs de logements sociaux. Un demandeur sur cinq est hébergé chez un tiers. En 2024, à Nice, 1 personne sur 15 obtient un logement social. Le territoire niçois a vu les prix de l'immobilier augmenter de 24,7 % ces cinq dernières années.
En 2024, la Fondation publie aussi le 4ème baromètre de l’encadrement des loyers,.

### Sondages
La fondation pour le Logement des défavorisés commande des sondages, comme en 2021, où selon l’institut Ipsos, la situation financière de 32 % des Français s'est dégradée depuis le début de la crise sanitaire.
En 2022, la Fondation commande un nouveau sondage Ipsos à l’occasion de la présentation de son vingt-septième rapport sur l’état du mal-logement, qui indique que 13 % des Français déclarent avoir eu des difficultés à payer leur logement en 2021.

### Rapports inter-associatifs
La fondation pour le Logement des défavorisés publie aussi des rapports en partenariat avec d’autres associations. 
En 2020, elle participe à une étude inter-associative portée par le Secours catholique. A travers une analyse des données administratives ainsi qu'une enquête qualitative, le rapport démontre que les ménages les plus pauvres ont moins de chance de se voir attribuer un logement social, en raison de leur faible niveau de ressources. La précarité croissante des familles candidates au logement social conduit à une réduction des ressources « présentables » au bailleur. L’étude inter-associative détaille 15 propositions.
En juin 2022, la fondation et la Fédération européenne des associations nationales travaillant avec les sans-abri (Feantsa) publient un rapport expliquant que 8,3 % des ménages pauvres européens ont connu un impayé de loyer ou de remboursement d'emprunt immobilier au moins une fois dans l'année depuis la pandémie, ce qui représente une augmentation de 20 %. En France, 17,5 % de ménages pauvres sont confrontés à des difficultés de paiement liées à leur logement, ce qui représente une hausse de 10 % entre 2019 et 2020.
En 2024, la fondation pour le Logement des défavorisés ainsi que la Fondation pour la Nature et l’Homme publient un rapport sur l'artificialisation des sols et le mal-logement.
Dans la foulée du trentième rapport sur l’état du mal-logement en France, la fondation pour le Logement des défavorisés ainsi qu’une vingtaine d’associations réunies au sein du collectif des associations pour le logement, attaquent l’État en justice en février 2025 pour « non-assistance à personnes mal logées ». Le collectif dépose deux recours devant le tribunal administratif contre l’État pour « carence fautive » en matière d’hébergement d’urgence et de droit au logement opposable (Dalo). Par cette action, elles veulent contraindre l’État à respecter la loi. Selon le collectif, l'État ne respecte aucune des trois obligations fixées dans le Code de l'action sociale et des familles. Elle pointe du doigt les 6 000 demandes en hébergement d'urgence non pourvues chaque soir au 115 ainsi que l’accès aux logement sociaux. La loi DALO garantit en effet le droit à un logement à toute personne qui n'est pas en mesure d'accéder à un logement décent ou de s'y maintenir. Cependant, la France ne construit pas suffisamment de logements sociaux. En 2016, la France finançait 125 000 logements sociaux par an, contre 86 000 en 2024. A cette occasion, le Collectif pour le Logement dresse une liste de propositions. Parmi elles figurent la création de places d’hébergement d’urgence, la fin du classement par critère de vulnérabilité, la construction de nouveaux logements sociaux pouvant aller jusqu’à la réquisition si nécessaire.

### Livre
En 2019, l’agence Auvergne-Rhône-Alpes de la fondation donne la parole aux personnes sans abri pour aborder leurs parcours de vie. Leurs témoignages aboutissent à la publication d’un livre de trente-huit pages.

## Propositions
La fondation pour le Logement des défavorisés élabore régulièrement diverses propositions pour lutter contre le mal-logement, le sans-abrisme, la précarité énergétique…
En 2010, la Fondation recommande d’imposer sur tout le territoire un quota minimum de 30 % de logements à loyer accessible, d’établir un nouveau Plan de cohésion sociale, de mobiliser 100 000 logements supplémentaires dans le parc privé.
En 2017, ses propositions vont dans le sens d’un système à points pour les attributions de logements sociaux.
En 2022, à l’occasion de l’élection présidentielle, l’association élabore une série de recommandations, à commencer par la mise en place d’une Garantie universelle des loyers (GUL), partant de la garantie Visale financée par Action logement qui pourrait être étendue à tous. Elle suggère aussi de généraliser l’encadrement des loyers.
De plus, la Fondation demande au futur président que toutes les coupes effectuées depuis 2017 sur les APL soient rendues. « Elles représentent 4 milliards d’euros et jouent un rôle fondamental pour sortir de la pauvreté et accéder à un logement décent », souligne Christophe Robert, le délégué général de l’association.
La fondation pour le Logement des défavorisés milite pour un service minimum de l’électricité, qui consiste à abolir les coupures d’électricité en cas de non-paiement des factures, quelle que soit la période de l’année, et assurer un minimum de puissance. Elle propose aussi de mettre en place un bouclier énergétique par l’intermédiaire d’une augmentation du chèque énergie.
L’association recommande aussi d’instaurer une taxe additionnelle sur les transactions immobilières de luxe et une meilleure réglementation des locations saisonnières. Elle demande également plus d'aides à la rénovation énergétique et encourage le foncier solidaire, permettant aux ménages défavorisés de devenir propriétaires en payant leur loyer. Elle souhaite aussi augmenter les droits de succession.
La Fondation milite pour la création d'un fonds national pour les impayés (loyers, charges), afin de venir en aide aux ménages en difficulté. Elle propose par ailleurs de durcir les sanctions contre les communes qui ne respectent pas la loi SRU.
Elle suggère enfin aux candidats à la présidentielle la création d’une agence nationale des travaux d’office pour lutter contre l’habitat indigne. Cette agence pourrait engager le recouvrement des sommes avancées auprès des propriétaires défaillants.